# Hrabstwo Montgomery (Tennessee)
Hrabstwo Montgomery (ang. Montgomery County) – hrabstwo w stanie Tennessee w Stanach Zjednoczonych. Obszar całkowity hrabstwa obejmuje powierzchnię 543,84 mil² (1408,54 km²). Według szacunków United States Census Bureau w roku 2009 miało 160 978 mieszkańców.
Hrabstwo powstało w 1796 roku.

## Miasta
- Clarksville[4]

| Populacja hrabstwa w poprzednich latach | Populacja hrabstwa w poprzednich latach |
| Rok                                     | Liczba ludności                         |
| --------------------------------------- | --------------------------------------- |
| 1980                                    | 83 066                                  |
| 1990                                    | 100 498                                 |
| 2000                                    | 134 768                                 |
| 2005                                    | 147 202                                 |